# Damaged (singel Danity Kane)
Damaged – piosenka pop stworzona przez Jonathana Yipa oraz Jeremy’ego Reevesa na drugi studyjny album amerykańskiego girlsbandu Danity Kane, Welcome to the Dollhouse (2008). Wyprodukowany przez Stereotypes, utwór wydany został jako pierwszy singel z krążka dnia 29 stycznia 2008 roku.

## Historia
W styczniu 2008 roku zespół Danity Kane umieścił na swojej oficjalnej witrynie MySpace informację, iż za pośrednictwem oficjalnej strony internetowej wytwórni Bad Boy Records oraz Atlantic Records, fani grupy będą mogli wybrać który z udostępnionych utworów ma zostać wydany jako pierwszy singel z albumu Welcome to the Dollhouse (2008). Z kompozycji „Pretty Boy” i „Damaged” internauci wybrali tę drugą; dzięki temu dnia 29 stycznia 2008 oficjalnie wydany został główny singel promujący krążek. Po raz pierwszy „Damaged” zaprezentowany został na żywo podczas programu „Spotlight on Bad Boy R&B Night”.

## Wydanie singla
Legalnie w sprzedaży, singel „Damaged” ukazał się w systemie digital download dnia 29 stycznia 2008 roku. Utwór zadebiutował na pozycji #44 listy Mediabase; „Damaged” obecnie jest jedną z najczęściej granych piosenek w amerykańskich stacjach radiowych. Singel zajął również wysokie miejsca #6 w notowaniu iTunes Store najczęściej ściąganych, popowych utworów oraz #12 na liście najczęściej zakupowanych, przez pośrednictwo witryny iTunes, piosenek.

## Teledysk
Teledysk do singla miał premierę dnia 11 marca 2008 roku na stacji MTV w programie TRL oraz na oficjalnej stronie internetowej tegoż kanału muzycznego.
Klip ukazuje członkinie grupy na futurystycznym, różowym tle symbolizującym serca wokalistek. Teledysk skupia się głównie na choreografii oraz efektach specjalnych. Każda z członkiń przydzielone ma własne pomieszczenie, w którym tańczy bądź leży na futurystycznych łóżkach. W finalnej części teledysku, fabuła przenosi się na salę operacyjną, na której girlsband dowodzi będąc chirurgami. Ranną osobą na łóżku okazuje się mężczyzna, który skrzywdził okłamując każdą z założycielek Danity Kane. W końcowym ujęciu ów bohater budzi się w swojej sypialni z kartką „Mamy dość krzywdy – DK”.

## Pozycje na listach
| Lista przebojów (2008)   | Najwyższa pozycja |
| ------------------------ | ----------------- |
| Kanada Billboard Hot 100 | 26                |
| USA Billboard Hot 100    | 10                |
| USA Billboard Pop 100    | 5                 |
| United World Chart       | 23                |